# Балфанбаев, Ерлик Курман-Алиевич
Ерлик Курман-Алиевич Балфанбаев (род. 14 января 1964) — казахстанский предприниматель, основатель и бывший президент холдинга Alina Group, владелец горного курорта Oi-Qaragai Lesnaya Skazka. Один из богатейших и самых влиятельных бизнесменов Казахстана по версии Forbes.

## Биография
Родился в Алматы. В середине 1980-х окончил Алматинский политехнический институт по специальности «автоматика и системы управления». Работал в Институте математики и механики Академии наук Казахской ССР. В 1988 году, после принятия закона о кооперативах, занялся предпринимательской деятельностью — производством бижутерии и маек с термоаппликациями.

## Бизнес
В 1989 году создал компанию Alina, названную в честь дочери. Первоначально фирма занималась импортом строительных материалов, а с 2001 года запустила производство лакокрасочной продукции под брендом Alina Paint. Со временем холдинг стал одним из крупнейших производителей сухих строительных смесей и лакокрасочной продукции в Казахстане; его торговые марки — AlinEX, AlinaPaint, «НАШИ», «Батыр», G-EX.
В ноябре 2023 года Балфанбаев продал 75 % Alina Group японской корпорации Nippon Paint Holdings SG Pte. Часть вырученных средств Балфанбаев решил направить на развитие бизнеса в сфере туризма. В январе 2024 года подписал инвестиционный меморандум с акиматом Алматинской области: в 2024—2028 годах планируется инвестировать 58 млрд тенге в развитие курорта Oi-Qaragai, включая освоение плато Актас и расширение горнолыжной инфраструктуры.

### Oi-Qaragai Lesnaya Skazka
Курорт основан Балфанбаевым в 2011 году в ущелье Ой-Карагай близ Талгара. Курорт называют одним из крупнейших в Казахстане, он входит в проект создания Алматинского горного кластера. В 2025 году здесь ввели в эксплуатацию новую гондольную канатную дорогу на плато Актас (2140 м).

## Творческая деятельность
После продажи контрольного пакета Alina Group Балфанбаев основал мастерскую Art Studio Cipollino, специализирующуюся на деревянных скульптурах и интерьерных объектах. Работы изготавливаются преимущественно из корней и стволов деревьев, часть экспонируется на территории Oi-Qaragai.

## Общественная деятельность и резонансные события
Балфанбаев в 2022 году он оказался в центре общественного внимания после отказа Alina Group внести пожертвование в фонд «Қазақстан халқына», созданного по инициативе президента Казахстана Касым-Жомарта Токаева. Бизнесмен объяснил это финансовыми трудностями компании и недостаточной прозрачностью фонда.
Широкий резонанс в Казахстане получил случай, когда в 2022 году Alina Group уведомила редакцию Forbes Kazakhstan о необходимости согласования любых публикаций о компании и её основателе, что вызвало публичную дискуссию о свободе слова в Казахстане.

## Личная жизнь
У Балфанбаева двенадцать детей. Старшие из них не проявляют интереса к продолжению бизнеса. Сам предприниматель отмечал, что продажа Alina Group позволила ему уделять больше времени семье и хобби. В интервью журналистам он описывает свой нынешний график как «режим счастья» — большую часть времени он проводит в творческой мастерской.

## Состояние
По состоянию на май 2025 года Forbes оценивал его капитал в 400 млн долларов США (25-е место в рейтинге богатейших бизнесменов Казахстана). В 2024 году также вошел список самых влиятельных бизнесменов по версии того же издания.